# 上蓋薩爾普湖

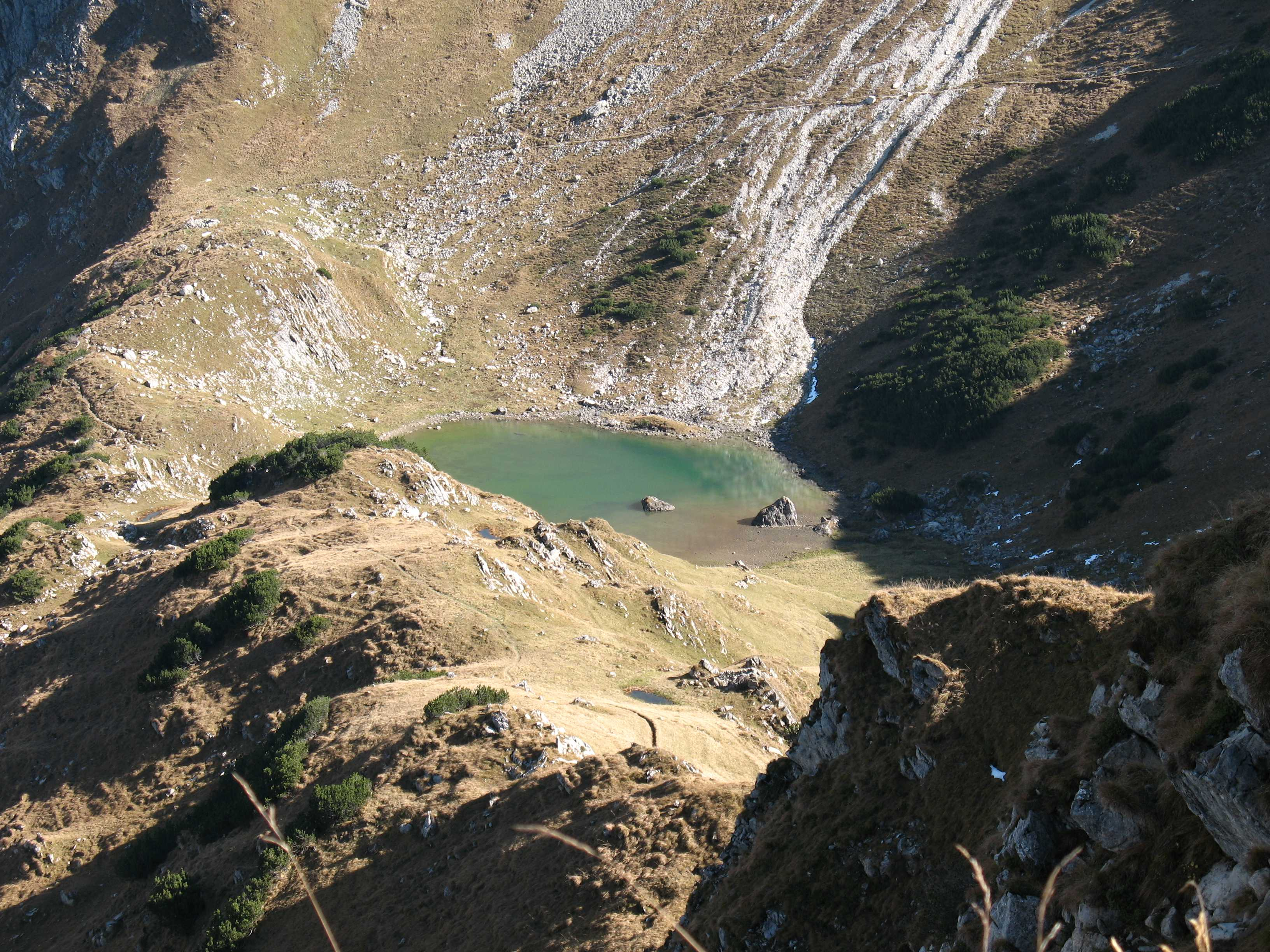

47°25′22″N 10°19′45″E / 47.42273°N 10.32908°E
上蓋薩爾普湖（德語：Oberer Gaisalpsee），是德國的湖泊，位於該國東南部，由巴伐利亞州負責管轄，處於上阿爾高縣，長0.1公里、寬0.1公里，面積0.01平方公里，海拔高度1,769米。